# گزا واراشدی
گِزا واراشدی (مجاری: Varasdi Géza؛ زادهٔ ۶ فوریهٔ ۱۹۲۸ – ۴ مهٔ ۲۰۲۲) دونده اهل مجارستان بود.